# Personnages de Freaks and Geeks

Cet article présente les personnages de la série télévisée Freaks and Geeks. 

## Personnages principaux

### Les Weir

#### Lindsay Weir
- Interprété par Linda Cardellini (VF : Sophie Gormezzano)

Aînée des enfants Weir, Lindsay a été une amie proche de Millie Kentner. Au début de ses études au Collège McKinley, elle était reconnue comme une élève brillante et réfléchie. Elle était membre des « mathlètes ». Toutefois, lorsque sa grand-mère meurt, elle commence à remettre en question la religion, la société et, plus personnellement, le sens de sa vie. Elle commence à traîner avec les Freaks, bande d'amis plus enclins à sécher les cours. Cela préoccupe à la fois sa famille et ses vieux amis (Millie en particulier). En dépit de sa nouvelle situation sociale, elle reste une personne intelligente et attentionnée. Elle remet sans cesse en question le monde qui l'entoure afin de trouver sa place.

#### Sam Weir
- Interprété par John Francis Daley (VF : Donald Reignoux)

Frère cadet de Lindsay, qui, comme sa sœur, a un excellent sens de la morale et des mœurs, Sam est un peu timide en dehors de son cercle d'amis, surnommé les Geeks. Il partage beaucoup d'intérêts avec ses copains Bill et Neal, y compris les émissions de télévision comme Saturday Night Live, les acteurs comiques tels que Bill Murray et Steve Martin, et la science-fiction. Être si bon dans les matières l'affaibilit socialement, étiqueté geek. Bien qu'il aime être avec ses amis, il lutte sans cesse pour n'être pas seulement considéré comme un geek (en particulier en essayant d'impressionner Cindy Sanders). Malheureusement, l'intimidation constante par les têtes brûlées telles que Alan White, qui le persécute avec les Geeks, conduit souvent Sam à se sentir plus embarrassé que cool.

#### Harold Weir
- Interprété par Joe Flaherty (VF : Jean-François Kopf)

Chef de famille, Harold est généralement sévère et strict dans son rôle de mâle dominant dans la famille, mais aussi un père aimant qui cherche toujours à regarder dehors pour le meilleur intérêt de ses enfants. Bien que Harold soit souvent critique à la table du dîner et qu'il puisse faire face à des peines parfois déraisonnables, il a un bon sens de l'humour et aime voir sa famille heureuse. Il travaille dur pour nourrir sa famille en gérant son magasin de sport, mais il s'inquiète de l'impact possible que les méga stores auront sur son entreprise. La plus grande préoccupation récente d'Harold avec ses enfants est Lindsay depuis qu'elle fréquente les Freaks, pour lesquels il a un profond dégoût. Mais plus tard, il prend sous son aile Nick, un des Freaks, après qu'il s'est fait mettre à la porte de sa maison, l'encourageant à pratiquer de la batterie. La situation avec Nick rappelle à Harold la relation difficile qu'il a eue avec son père et pourquoi il a pris sous son aile Nick.

#### Jean Weir
- Interprété par Becky Ann Baker (VF : Blanche Ravalec)

Mère au foyer, elle prépare souvent des repas sains pour sa famille et essaye de donner à ses enfants des conseils utiles sur l'école alors qu'ils ont des discussions lors des repas, même si parfois elle semble béatement être à l'écart de la réalité que ses enfants connaissent. Bien qu'elle ne soit pas toujours satisfaite, Jean est toujours bonne et généreuse envers tout le monde et n'aime rien plus que sa famille.

## LesFreaks

### Daniel Desario
- Interprété par James Franco (VF : Damien Boisseau)

Sorte de leader des Freaks, à la fois charismatique et cool, Daniel est généralement connu à McKinley High School pour faire deux choses : se battre avec sa petite amie Kim Kelly et de sécher les cours. Il est également un peu égoïste et manipulateur, mais aide ses amis. Daniel cache le fait qu'il a dix-huit ans et redoublé deux fois. Son point de vue rebelle et anarchiste de la société lui cause souvent des ennuis. Bien qu'il soit confiant socialement, il est indifférent envers son travail scolaire. Daniel est secrètement dans l'insécurité du fait de ses mauvais résultats à l'école, et ne pense pas qu'il soit assez intelligent pour réussir. Daniel a un frère aîné et vit avec ses deux parents, il prend soin de son père, qui est malade.

### Nick Andropolis
- Interprété par Jason Segel (VF : Thierry Monfray)

Membre des Freaks, Nick est sympathique et affable, sorte de compensation au sens de l'humour un peu caustique que certains de ses amis partagent. Nick fume fréquemment de la marijuana, a été joueur de basket-ball, mais fut viré pour possession de drogue. Ces jours-ci, Nick voue une passion à la musique, plus précisément la batterie. Son père, un militaire strict, est généralement contre sa passion, car elle n'entre pas dans son cursus scolaire. Du point de vue sentimental, Nick a également tendance à étouffer ses copines avec trop d'affection, ce que Lindsay Weir découvre après leur rencontre.

### Ken Miller
- Interprété par Seth Rogen (VF : Pascal Grull)

Ken est vanneur et sarcastique. Chaque fois qu'il ouvre la bouche, il sort une boutade mordante au détriment de quelqu'un autour de lui. Il est ami avec Daniel DeSario depuis l'école primaire et entretient plus tard une relation avec Amy Andrews. Il est très têtu et prêt à se battre. Il est considéré moshing dans l'épisode Amour, allergie de la jeunesse'. Il est aussi très intelligent, malgré le type de personnes avec qui il traîne. Lors de la fête dans l'épisode Surprise partie, il gagne 87 dollars en jouant à celui qui boit le plus de bière, celle-ci s'avérant sans alcool, mais Ken n'en a rien dit. Il sort avec Amy Andrews, la jeune fille au tuba.
Ken Miller apparait dans 17 des 18 épisodes de la série (sauf dans Ma nouvelle amie).

### Kim Kelly
- Interprété par Busy Philipps (VF : Julie Turin)

Petite amie de Daniel, Kim est une jeune fille dure, très rapidement colérique et a la réputation auprès des autres élèves de coucher et de se droguer. En raison de son hostilité naturelle, elle est souvent en confrontation avec Daniel, généralement en l'accusant de la tromper, mettant alors en danger leur relation. Toutefois, en dépit de leurs problèmes relationnels, au fur et à mesure que la saison avance, il apparaît que les deux sont très liés. Au début de la série, elle déteste Lindsay, mais dans l'épisode Ma Nouvelle amie, elle invite cette dernière à un dîner chez sa mère, qui désapprouve le choix de vie de sa fille et son beau-père analphabète, qui après une dispute avec ses parents, passent une nuit mouvementée. Kim parvient à se lier d'amitié avec Lindsay. Mis à part ses parents, son frère Chip, qui dort dans le canapé du salon, vit chez eux. Elle ne s'entend pas avec ses parents qui lui reprochent de ne pas obtenir de bonnes notes.

## LesGeeks

### Neil Schweiber
- Interprété par Samm Levine (VF : Yann Le Madic)

D'origine juive, Neil est un génie comique autoproclamé « homme à femmes ». Contrairement à ses amis Sam et Bill, Neal est généralement très ouvert et veut souvent être le centre d'attention. Il a une quantité abondante de confiance et de charisme, ce qui lui a valu souvent plus de respect ou de réputation que Sam ou Bill. Neal est un peu dans le déni quant au fait qu'il est tout aussi geek que le reste de ses amis. Son père est dentiste et sa mère femme au foyer. Au début de la série, Sam et Bill pensaient que le père de Neal était «cool»car il aimait les mêmes programmes de télévision et partageait un même sens de l'humour qu'eux. Cependant, leur opinion sur lui - ainsi que celle de Neil - a changé quand ils ont découvert qu'il avait une liaison.

### Bill Haverchuck
- Interprété par Martin Starr (VF : Tony Marot])

Celui qui complète le trio de geek est le plus geek de la bande, grand pour son âge, maigre et porte de grandes paires de lunettes.  Bill est modeste et doux, avec un  sens de l'humour décapant. En plus d'être un ami fidèle, il est un grand fan de Dallas. Il est extrêmement allergique aux arachides. Un jour Alan White, celui qui embête les Geeks met de l'arachide dans son sandwich, croyant ce qu'il racontait en cours était bidon. Emmené à l'hôpital,il survit. Son anniversaire est le 4 septembre.

## Autres personnages

### Étudiants

#### Cindy Sanders
- Interprété par Natasha Melnick (VF : Ysa Ferrer)

Pom-pom girl populaire, dont Sam est amoureux. Sam et Cindy sont strictement amis la plus grande partie de la saison. Sam essaie beaucoup de choses différentes pour attirer son attention, mais elles ne font que les rapprocher en tant qu'amis. Cindy sort avec Todd Schellinger, la star du basket-ball. Après leur rupture, Cindy dit à Bill que Sam est plus qu'un ami pour elle. Après une brève sortie, Sam trouve Cindy ennuyeuse, peu profonde, égoïste et grossière, ainsi que des divergences d'opinions politiques, elle a des convictions républicaines.

#### Millie Ketner
- Interprété par Sarah Hagan (VF : Sylvie Jacob)

Elle est l'amie de Lindsay avant que celle-ci opère des changements dans sa vie. Religieuse, elle est une geek et voisine de Lindsay. Pendant la première moitié de la série, Millie tente difficilement de garder Lindsay sur la bonne voie, restant à proximité d'elle, comme pour la fête (épisode 2) pour s'assurer que tout le monde est en sécurité. Elle aide Lindsay à garder des enfants, car cette dernière a fumé de la marijuana. De plus, elle se sent désolée pour Lindsay à cause de sa perte de la foi. Millie avait un chien, Goliath, qui s'est fait écraser par une voiture, conduite par Kim et Lindsay. Kim se lie d'amitié avec Millie par pitié. L'adolescente change d'attitude et se rebelle contre ses parents, jusqu'à crier sur sa mère, en lui disant de s'en aller et de la laisser seule. Kim et Lindsay commencent à être inquiet pour Millie. Ce n'est que quand Millie boit sa première bière que Kim avoue qu'elle a tué son chien. Millie et Lindsay partent ensemble et reviennent chez Lindsay pour écouter des disques. Millie n'est pas vue dans la série par la suite.

#### Gordon Crisp
- Interprété par Jerry Messing (VF : Denis Laustriat) : Gordon est un ami des Geeks. En dépit de son embonpoint et ayant un problème de transpiration chronique, il a tendance à être optimiste et prendre les choses du bon côté. Il a été désigné partenaire de laboratoire de Sam au début de la série. Gordon aime aussi la science-fiction et montre son intelligence. Sam avoue à Gordon qu'il ne voulait pas être son partenaire, mais plutôt avec Cindy Sanders. Ce dernier ne semble pas surpris et commence à donner des conseils très utiles à Sam concernant Cindy. Gordon a toujours quelque chose de positif à dire, même dans les situations les plus négatives ou gênants. De plus, il est conscient de son surpoids.

#### Harris Trinsky
- Interprété par Stephen Lea Sheppard (VF : Philippe Valmont) : Élève calme et sensible qui donne de bons conseils à d'autres étudiants, il traine parfois avec les Geeks. Il est plein de sagesse et accepte les gens pour ce qu'ils sont. Premièrement, il donne des conseils à Sam et ses amis sur la façon de lutter contre Alan. Plus tard, il donner des conseils à Daniel sur les situations de sa vie. Pour lui, Daniel n'est certainement pas un perdant, parce qu'il a des relations sexuelles.

#### Alan White
- Interprété par Chauncey Leopardi (VF : David Lesser)

Tyran du lycée, il persécute Bill, Sam et Neal et la raison se révèle dans Sonnants et trébuchants, où il a fait une mauvaise blague, qui a failli entraîner la mort de Bill. Il aime secrètement la science-fiction et les bandes dessinées.

#### Vicki Appleby
- Interprété par Joanna García (VF : Marie-Eugénie Maréchal)

Elle est la chef autoritaire des pom-pom girls. Pendant la majeure partie de la série, Vicki est colérique et impatiente avec tout le monde. Vicki peut être gentille à de rares moments de la série, comme parler à Eli propos de Three's Company et faire preuve de compassion lors du coma de Bill. Il a fallu attendre qu'elle et Bill soient coincés dans un placard en jouant à Seven Minutes in Heaven qu'ils ont commencé une affection pour l'autre dans le placard, avec Bill donnant à Vicki son premier baiser.

#### Karen Scarfioli
- Interprété par Rashida Jones (VF : Laurence Sacquet)

Apparue dans l'épisode Ma Nouvelle amie, elle était l'amie de Kim qui malmenait Sam en faisant des graffitis sur le casier de ce dernier, en écrivant Pygmée Geek en grosses lettres, parce qu'elle venait de rompre avec son petit ami. Dans ce même épisode, elle provoque la colère de Kim, qui a vu cette dernière lécher le doigt de Daniel. À la fin de l'épisode, son casier fut tagué par Kim avec le mot « garce ».

#### Todd Schellinger
- Interprété par Riley Smith

Petit ami de Cindy et star du basket-ball, Todd est présenté comme un personnage légèrement mystérieux. Au début, on le voit qu'à travers les yeux de Sam ou de Cindy à distance. Ce ne fut que Sam est devenu une mascotte que l'on voit Todd et Cindy s'embrasser. Plus tard dans l'épisode, Todd est montré être un mec vraiment sympa, parlant à Sam, comme s'ils étaient les meilleurs amis. Après que Todd et Cindy se séparent et qu'elle fréquente Sam, Todd dit qu'il aime bien Sam et pense qu'il est un mec cool.

#### Sarah
- Interprété par Lizzy Caplan

Durant toute la série, Sarah est montré comme une fille aimant le disco et ayant un penchant pour Nick. Vers la fin de la série, elle sort avec ce dernier et l'entraîne dans le monde du disco. Les Freaks, qui détestent le disco, sont emportés par une haine verbale. Sarah raconte Nick elle pense qu'il a encore des sentiments pour Lindsay. Nick lui assure qu'il n'a pas. Nick et Sarah sont toujours ensemble quand la série se termine.

#### Herbert
- Interprété par Shia LaBeouf (VF : Natacha Gerritsen)

Apparu dans l'épisode L'esprit à la lettre, Il est la mascotte des Vikings de McKinley jusqu'à ce qu'il s'est cassé le bras et Sam l'a remplacé. 

#### Howie Gelfand
- Interprété par Jason Schwartzman (VF : Jérôme Rebbot)

Vu dans l'épisode Crédit et discrédit, c'est lui qui fournit de fausses cartes d'identités aux Freaks et à Lindsay.

#### Eli
- Interprété par Ben Foster

Étudiant handicapé mental, Eli croit que Three's Company est la plus grande série qui soit. Lindsay invite Eli au bal, après avoir vu ce dernier être moqué par certains élèves. Mais après que Lindsay essaya en vain d'intervenir auprès de deux personnes qui parlent à Eli, ce dernier, en colère, s'enfuit par les gradins, mais il glisse et chute, se cassant le bras. Il dit à Lindsay qui la déteste et il ne veut pas aller au bal avec elle. Mais Lindsay s'excuse auprès de Eli et dansent ensemble.

#### Amy Andrews
- Interprété par Jessica Campbell

Surnommée Tuba Girl, elle est une amie de Lindsay. Elle est dans la fanfare, mais est loin d'être une geek. Amy a un sens de l'humour sarcastique qui attire instantanément Ken. Ken et Amy commencent à sortir ensemble. Mais elle dit finalement à Ken qu'elle est née intersexe. Ken est choqué et se sent très mal à l'aise au début, mais plus tard, dit à Amy qu'il est désolé et qu'il ne s'en soucie pas. Ils sont toujours ensemble à la fin de la série.

#### Maureen Simpson
- Interprété par Kayla Ewell

Jeune fille que Sam, Neal, et Bill essayent d'empêcher de parler à Vicky pour qu'elle ne devienne pas une pom-pom girl. À la fin de l'épisode Crédit et discrédit, Maureen a rejoint Vicki et les jeunes qui sont populaires. Elle apparait à nouveau lorsque Bill est dans le coma, faisant preuve de compassion pour ce dernier. Il y avait une intrigue secondaire très faible dans cet épisode montrant Sam commençant à aimer Maureen, mais il n'a jamais refait surface.

#### Sean
- Interprété par Shaun Weiss

Sean est l'un des Freaks. Il joue de la basse dans Création (groupe musical de Daniel, Nick et Ken). Sean travaille dans un fast-food où il donne généralement ses amis de la nourriture gratuite dans la mesure où ils achètent une boisson. Sean semble être un peu diplomate parmi les étudiants, comme sortir avec différentes cliques.

#### Colin
- Interprété par Jarrett Lennon

Meilleur ami de Harris, d'abord son faire-valoir, mais plus tard, apparaît seul comme étudiant en théâtre. Il a auditionné pour mascotte de l'école avec Sam, en disant que Sam a gagné à cause de la politique.

### Personnel du lycée

#### Jeffrey "Jeff" Theodore Rosso
- Interprété par David 'Gruber' Allen (VF : François Pacôme)

Rosso est le conseiller d'orientation hippie sert souvent de confident pour les personnages principaux et  de chanteur pour le groupe d'évaluation. Ses tentatives pour paraître « cool et branché» peuvent paraître stupides, et il peut l'occasion utiliser sa position de façon autoritaire ou inappropriée. Néanmoins, il se soucie véritablement des étudiants, identifiant souvent leurs problèmes et offrant des conseils d'une manière convaincante et optimiste.

#### Benjamin "Ben" Fredericks
- Interprété par Thomas F. Wilson (VF : Antoine Nouel)

Coach sportif du lycée qui enseigne le sport, mais aussi le cours d'éducation sexuelle. Bien que bourru et un peu bête envers les geeks, il peut être sympathique et semble être heureux dans les rares cas où les geeks réussissent  en classe. Par la suite, il sort avec la mère de Bill et ne recule devant rien pour gagner son affection.

#### Frank Kowchevski
- Interprété par Steve Bannos (VF : Mathieu Buscatto)

Désagréable professeur de mathématiques, il a dans le collimateur les freaks, en particulier Daniel. Il est également l'entraîneur du groupe de mathlètes du lycée McKinley. Dans une scène coupée de l'épisode Les petites choses de la vie, il est révélé que Kowchevski est homosexuel.

#### Hector LaCovara
- Interprété par  Trace Beaulieu

#### Miss Foote
- Interprété par Leslie Mann (VF : Michèle Lituac)

Enseignante dans la classe des Geeks, elle est vue que dans l'épisode Sonnants et trébuchants.

### Autres membres de la famille

#### Gloria Haverchuck
- Interprété par Claudia Christian

Elle est la mère de Bill, qu'elle élève seule, travaillant comme serveuse. Elle a précédemment travaillé en tant que danseuse. Elle prend soin de son fils et travaille dur pour lui donner une bonne vie.

#### Dr. Vic Schweiber
- Interprété par Sam McMurray

Dentiste et père de Neal, il est d'abord apprécié par Neal, Sam, et Bill car ils partagent leur sens de l'humour et leurs programmes de télévision favoris. Cependant, ils découvrent qu'il est trompe sa femme, ce qui bouleverse son fils.

#### Lydia Schweiber
- Interprété par Amy Aquino

La mère de Neal. Elle est au courant des infidélités de son mari.

#### Cookie Kelly
- Interprété par Ann Dowd

La mère de Kim, remariée à un autre homme, elle est toujours en conflit avec sa fille, notamment dans Ma nouvelle amie, dans lequel Kim invite Lindsay pour montrer qu'elle ne fréquente pas toujours des mauvais garçons, mais aussi des personnes intelligentes.

#### Chip Kelly
- Interprété par Mike White

Frère alcoolique de Kim, il a été arrêté par la police à un moment où il ne commettait aucun délit. Ses journées se résument à dormir dans le canapé avec, selon sa mère «de l'eau sur le cerveau. »

#### M. Andropolis
- Incarné par Kevin Tighe

Le père de Nick. Très strict, il n'aime pas les ambitions musicales de son fils.

#### Barry Schweiber
- Interprété par David Krumholtz

Frère aîné charismatique de Neal, il est très apprécié par le groupe et Neal l'admire. Il va à l'université au Wisconsin, bien qu'il prétende avoir été un gros Geek comme Neal à l'école secondaire. Lindsay est attirée par lui et l'embrasse avec enthousiasme à la fête de sa famille.

## Sources
- (en) Cet article est partiellement ou en totalité issu de l’article de Wikipédia en anglais intitulé « List of Freaks and Geeks characters » (voir la liste des auteurs).